# Martin Weichbold
Martin Weichbold (* 1969 in Öblarn) ist ein österreichischer Soziologe.

## Leben
Nach der Matura am neusprachlichen Gymnasium in Stainach studierte er in an der Universität Salzburg Soziologie, Politikwissenschaft und Psychologie. Nach dem Diplom (1992) und der Promotion  (1995) war er Assistent bzw. im Rahmen des SFB F012 „Theorien und Paradigmenpluralismus in den Wissenschaften: Rivalität, Ausschluss oder Kooperation“. Nach der Habilitation 2005 für Soziologie und empirische Sozialforschung wurde er zum außerordentlichen Universitätsprofessor ernannt.
Als Vizerektor für Lehre und Studium übernahm Martin Weichbold im Oktober 2023 interimistisch als Nachfolger von Rektor Hendrik Lehnert die Leitung der Universität Salzburg.